# Tika Sumpter
Euphemia LatiQue "Tika" Sumpter, född 20 juni 1980 i Queens i New York, är en amerikansk skådespelare och filmproducent. Hon har bland annat spelat rollen som Layla Williamson i såpoperan One Life to Live från 2005 till 2011. Hon har också medverkat i filmer som Stomp the Yard 2: Homecoming, What's Your Number?, Sparkle, och A Madea Christmas, samt i de två första filmerna om Sonic the Hedgehog från 2020, respektive 2022. Hon spelar rollen som Maddie Wachowski i de två sistnämnda filmerna.
Sumpter är sedan år 2022 gift med skådespelaren Nicholas James (född 1982), som hon förlovade sig med i januari 2017. Parets dotter, Ella-Loren, föddes i oktober 2016.

## Filmografi (i urval)

### Filmer
- 2009 – Brooklyn's Finest
- 2010 – Stomp the Yard 2: Homecoming
- 2010 – Salt
- 2011 – What's Your Number?
- 2012 – Think Like a Man
- 2012 – Sparkle
- 2013 – A Madea Christmas
- 2014 – Ride Along
- 2014 – Get on Up
- 2015 – Bessie
- 2016 – Ride Along 2
- 2016 – Southside with You
- 2018 – Den siste gentlemannen
- 2018 – Nobody's Fool
- 2020 – Sonic the Hedgehog
- 2022 – Sonic the Hedgehog 2
- 2024 – Sonic the Hedgehog 3

### TV-serier
- 2005–2011 – One Life to Live (TV-serie)
- 2006 – Law & Order: Special Victims Unit (TV-serie)
- 2011 – Gossip Girl (TV-serie)
- 2011–2012 – The Game (TV-serie)
- 2013 – Being Mary Jane (TV-serie)
- 2018–2021 – Final Space (TV-serie)
- 2019–2021 – Mixed-ish (TV-serie)
- 2023 – Run the World (TV-serie)
- 2023 – Knuckles (TV-serie)